# Georg Möller
Georg Möller, född den 5 november 1876 i Caracas (Venezuela), död den 2 oktober 1921 vid ett tillfälligt besök i Uppsala, var en tysk egyptolog och universitetslärare.
Möller bedrev under A. Ermans ledning vid Berlins universitet sedan 1896 med sådan framgång sina redan under skoltiden påbörjade egyptologiska studier, att han snart framstod som en av mästarens mest förhoppningsfulla lärjungar. Efter ett lysande disputationsprov 1900 deltog han vintern 1902–1903 för första gången i en utgrävning i Egypten, då liksom även senare som assistent åt L. Borchardt vid dennes arbeten i Abusir. Möller deltog vidare i utgrävningar vid Cheopspyramiden 1905–1906 och ledde samma säsong samt 1911 egna utgrävningar vid Abusir el-Meleq och Der el-Medine. Vid sin återkomst till Berlin 1907 blev han direktorialassistent vid egyptiska museet där 
och sedermera även privatdocent vid universitetet, där han 1917 förordnades som lärare i demotiska och utnämndes till titulärprofessor. Under första världskriget skickades han som tolk till Bosanti (i Mindre Asien, vid Taurus), där han angreps av malaria, som slutligen lade honom i graven. Ur Möllers lika omfattande som betydelsefulla produktion bör framför allt framhållas Über die in einem späthieratischen Papyrus des Berliner-Museums erhaltenen Pyramidentexte (akademisk avhandling 1900), Hieratische paläographie (I-III, 1909–1912), Hieratische Lesestücke (I-III, 1909–1910), Die beiden Totenpapyrus Rhind des Museums zu Edinburgh (1913) och Zwei ägyptische Eheverträge (1918).